# Gonzalo Miranda
Pour les articles homonymes, voir Miranda et Gonzalo Miranda (squash).
Gonzalo Miranda (né le 6 octobre 1979) est un coureur cycliste chilien. Champion du Chili sur route en 2008, il a été médaillé d'or de la poursuite par équipes aux championnats panaméricains de 2005, de 2006 et de 2012, et aux Jeux panaméricains de 2007.

## Palmarès sur route

### Par années
- 2001
  - 1re étape du Tour du Chili
- 2003
  - 3e du championnat du Chili sur route
- 2004
  - 3e étape du Tour de San Juan
  - 10e étape du Tour du Chili
- 2005
  - 4ea étape de la Vuelta por un Chile Líder
- 2006
  - 5e, 6e et 9e étapes du Tour de San Juan
  - 6e étape du Tour de Mendoza
  - 4ea étape du Tour du Chili
- 2007
  - 2ea étape de la Vuelta por un Chile Líder
- 2008
  -  Champion du Chili sur route
  - Prologue du Tour de Mendoza
  - 2e étape du Tour de Tolède
- 2010
  - 7e étape de la Doble Bragado
  - 3e de la Volta del Llagostí
- 2017
  - 8e étape du Tour de Mendoza
  - 5e étape du Tour du Chili
  - 2e de la Doble Media Agua

### Classements mondiaux
| Année            | 2005 | 2006 | 2007 | 2008 | 2009 | 2010 | 2011 | 2012 | 2013 | 2014 | 2015 | 2016 | 2017 |
| ---------------- | ---- | ---- | ---- | ---- | ---- | ---- | ---- | ---- | ---- | ---- | ---- | ---- | ---- |
| UCI America Tour | 50e  | 134e | 194e |      |      |      | 163e | 393e |      |      |      |      | 325e |

## Palmarès sur piste

### Championnats du monde
- Melbourne 2012
  - 12e de la poursuite par équipes

### Championnats panaméricains
- Tinaquillo 2004
  -  Médaillé d'argent de la course aux points
  -  Médaillé d'argent du scratch
  -  Médaillé de bronze de la poursuite par équipes (avec Enzo Cesario, Francisco Cesario et José Aravena)
- Mar del Plata 2005
  -  Médaillé d'or de la poursuite par équipes (avec Marco Arriagada, Luis Fernando Sepúlveda et Enzo Cesario)
- Caieiras 2006
  -  Médaillé d'or de la poursuite par équipes (avec Luis Fernando Sepúlveda, Enzo Cesario et Antonio Cabrera)[1]
- Valencia 2007
  -  Médaillé d'argent de l'américaine
- Montevideo 2008
  -  Médaillé d'argent de l'américaine
  -  Médaillé d'argent de la poursuite par équipes
- Medellín 2011
  -  Médaillé d'argent de la poursuite par équipes
  -  Médaillé de bronze de la poursuite individuelle
- Mar del Plata 2012
  -  Médaillé d'or de la poursuite par équipes (avec Antonio Cabrera, Pablo Seisdedos, Luis Fernando Sepúlveda)
- Santiago 2015
  -  Médaillé de bronze de l'américaine (avec Luis Fernando Sepúlveda)

### Jeux sud-américains
- Mar del Plata 2006
  -  Médaillé d'argent de la poursuite par équipes
- Medellín 2010
  -  Médaillé d'argent de la poursuite par équipes

### Jeux panaméricains
- Rio de Janeiro 2007
  -  Médaillé d'or de la poursuite par équipes (avec Enzo Cesario, Marco Arriagada et Luis Fernando Sepúlveda).
- Guadalajara 2011
  -  Médaillé d'argent de la poursuite par équipes (avec Antonio Cabrera, Pablo Seisdedos et Luis Fernando Sepúlveda).